# Festuca fabrei
Festuca fabrei là một loài thực vật có hoa trong họ Hòa thảo. Loài này được Kerguélen & Plonka mô tả khoa học đầu tiên năm 1988.